# Solecisme
Un solecisme és un error de llenguatge que trenca les regles de la sintaxi (la forma existeix), no les de la morfologia (és llavors un barbarisme: la forma no existeix). És una falta contra les regles de la sintaxi d'una llengua. La paraula, derivada del llatí «solecismus», ve del nom de l'antiga ciutat de Soli, a l'Àsia Menor perquè, antigament, els seus habitants es coneixien per deformar la llengua grega.